# دیپوتادو

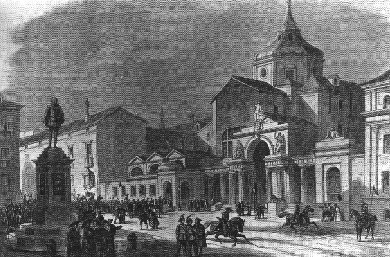
حکاکی ساختمان کنگره نمایندگان اسپانیا در مادرید، (۱۸۴۳).

دیپوتادو (قائم مقام) نامی است که به شخصی گفته می‌شود که از طریق انتخابات به عنوان نماینده در مجلس نمایندگان، مجلس ملی، مجلس قانونگذاری یا مجلس نمایندگان و به‌طور کلی یک پارلمان منصوب می‌شود. وظیفه آن بحث و تصویب قوانینی است که رفتار یک جامعه را تنظیم می‌کند. در کشورهای دو مجلسی، دیپوتادوها معمولاً مجلس سفلی را تشکیل می‌دهند، در حالی که مجلس علیا از سناتورها تشکیل می‌شود.

## کشورهای اسپانیایی زبان

### آرژانتین
از آنجا که آرژانتین به عنوان یک کشور فدرال تعریف شده، نمایندگان ملی (فدرال) و نمایندگان استانی وجود دارد، این امکان استقلال و آزادی عمل بیشتر در امور داخلی هر استان را فراهم می‌کند.
قانون اساسی آرژانتین قدرت قانونگذاری دو مجلسی (نمایندگان و سناتور) را به رسمیت شناخته‌است. نمایندگان ملی با نظام تناسبی در ۲۴ ناحیه مربوط به ۲۳ استان و شهر خودمختار بوینس آیرس انتخاب می‌شوند. مأموریت آنها چهار سال به طول می‌انجامد و هر دو سال یکبار تمدید می‌شود.
هر استان حکومت خود را از طریق قانون اساسی استانی اجرایی می‌کند. برخی استانها قوای مقننه دو مجلسی ایجاد می‌کنند و برخی دیگر این کار را نمی‌کنند.

### بولیوی
در بولیوی، محل ملاقات نمایندگان مجلس قانونگذاری چندگانه بولیوی نامیده می‌شود. گفتنی است مجلس نمایندگان بولیوی متشکل از ۱۳۰ نماینده است. مدت دوره وی ۵ سال و حداقل سن برای انتخاب به عنوان دیپوتادو ۱۸ سال تمام می‌باشد.

### شیلی
مجلس نمایندگان شیلی، مجلس سفلی قوه مقننه این کشور است که دارای ۱۵۵ عضو است. ترکیب و انتساب آن در فصل پنجم قانون اساسی سیاسی شیلی تعیین شده‌است، از جمله مهمترین وظایف آن مشارکت در تدوین قوانین همراه با سنا و رئیس‌جمهور جمهوری است. وظیفه انحصاری آن نظارت بر اعمال دولت و طرح اتهامات سیاسی علیه وزیران کشور یا رئیس‌جمهور جمهوری است. قانون بودجه و کلیه قوانینی که مستلزم هزینه یا تحمیل است ابتدا در مجلس نمایندگان مورد بحث و بررسی قرار می‌گیرد تا به مجلس سنا منتقل شود. پس از اصلاح قانون اساسی سال ۲۰۱۵ که ۲۸ حوزه انتخاباتی ایجاد کرد و تغییر به سیستم انتخاباتی متناسب و فراگیر، از ترکیب جدید دوره قانونگذاری LV کنگره ملی شیلی که از انتخابات پارلمانی ۲۰۱۷ انتخاب شد، اعمال خواهد شد

### کلمبیا
در کلمبیا، نمایندگان برای تشکیل مجمع دپارتمان انتخاب می‌شوند، یک شرکت عمومی که در این بخش از طریق مقرراتی به نام احکام قانون‌گذاری می‌کند و کنترل سیاسی را بر فرماندار اعمال می‌کند. دوره آنها چهار سال برابر با فرمانداران، شهرداران و شورای شهر است. همه این مقامات در انتخابات منطقه ای که در سال‌های فرد پس از انتخابات سراسری برگزار می‌شود انتخاب می‌شوند.

### کاستاریکا
در کاستاریکا، مجلس قانونگذاری از ۵۷ نماینده تشکیل شده‌است که هر چهار سال یکبار با رای مردم انتخاب می‌شوند، همراه با انتخابات ریاست جمهوری. آنها واجد شرایط برای انتخاب مجدد هستند، اما نه به‌طور متوالی. پارلمان در ۱ می نصب می‌شود و هر سال در همان تاریخ، فهرست راهنما تجدید می‌شود.

### اسپانیا
بر اساس قانون اساسی ۱۹۷۸، مردم اسپانیا توسط کنگره نمایندگان و سنا اداره می‌شوند. این دو کرتس خنرالس را تشکیل می‌دهند. کرتس خنرالس قدرت قانونگذاری ایالت را اعمال می‌کند، بودجه‌ها را تصویب می‌کند، قوه مجریه را کنترل می‌کند و بقیه اختیاراتی را که قانون اساسی به آنها نسبت داده‌است اعمال می‌کند. قبل از سال ۱۹۷۷، دیپوتادو در کرتس خنرالس وکیل و سناتور مشاور نامیده می‌شد.
هیچ‌کس نمی‌تواند همزمان دیپوتادو و سناتور باشد.
تعداد نمایندگان می‌تواند از ۳۰۰ تا ۴۰۰ نفر باشد و باید با رای عمومی، آزاد، برابر، مستقیم و مخفی انتخاب شوند. محدوده انتخاباتی برای انتخاب نمایندگان و سناتورها استان است. سئوتا و ملیلا هر کدام با یک دیپوتادو نماینده دارند. انتخابات در هر حوزه انتخابیه بر اساس معیارهای نمایندگی تناسبی انجام می‌شود، به ویژه، در اسپانیا سیستم D'Hondt برای توزیع کرسی‌ها بین لیست‌های انتخاباتی اعمال می‌شود. مدت مأموریت نمایندگان حداکثر چهار سال (با فرض عدم انحلال مجلس از قبل) است. برای انتخاب و اجرای این سمت، همه اسپانیایی‌ها می‌توانند با استفاده از حقوق سیاسی خود انتخاب شوند. این قانون حق رای اسپانیایی‌هایی را که خارج از اسپانیا هستند به رسمیت می‌شناسد.
نمایندگان به خاطر نظراتی که در سمت خود بیان می‌کنند از مصونیت برخوردارند و آنها را نمی‌توان به خاطر عبارات بیان شده و آرایی که در اجرای وظایف خود داده‌اند مورد قضاوت یا محکومیت قرار داد و این حمایت مادام العمر است. قانونگذار می‌خواهد با این اقدام از آزادی عقیده در مناظره‌ها و شکل‌گیری آزادانه اراده اتاق‌ها، بدون هیچ محدودیتی جز انضباط داخلی محافظت کنیم.
آنها همچنین از دستگیری مصونیت دارند. رسیدگی به پرونده نمایندگان در صلاحیت دیوان عالی کشور است. قاضی بازپرس آیین دادرسی کیفری این درخواست را می‌خواهد و اگر اجازه داده شود باید رأی دهد و در صورت تأیید اکثریت مطلق درخواست شروع به دادرسی می‌کند. هدف از این رویه پرهیز از پیگرد قانونی است که با انگیزه آزار و اذیت سیاسی صورت می‌گیرد. مصونیت در طول مدت نمایندگی، چه در مورد اعمالی که نماینده مجلس در وظایف خود انجام می‌دهد و چه از هر نوع دیگر برخوردار است.
برای دسترسی همه مردم به سیاست، باید از دستمزد کافی و مناسب اطمینان حاصل شود که ضامن اجرای درست این سمت باشد، بنابراین از واسطه گری مالی نمایندگان مجلس جلوگیری می‌شود.
آنها کلیه حقوقی را دارند که در قانون اساسی، مقررات کنگره و سنا به رسمیت شناخته شده و عبارتند از:
- آزادی بیان.
- آزادی رای شخصی و غیرقابل تفویض اختیار.
- حق سؤال و استیضاح از دولت
- حق درخواست جلسات فوق‌العاده
- حق اصلاح
- حق درخواست اصلاح قانون یا قانون اساسی.
- حقوق تشکیل پرونده

دیپوتادو بخشی از کمیسیون‌های تحقیق هستند که توسط اتاق منصوب می‌شوند. کنگره یک نماینده دائمی با حداقل ۲۱ نماینده تعیین می‌کند. رای نمایندگان قابل تفویض نیست.

### گواتمالا
در گواتمالا، قانون اساسی سیاسی مقرر می‌دارد که کنگره جمهوری متشکل از نمایندگانی است که توسط سیستم منطقه ای و از لیست ملی انتخاب می‌شوند. نمایندگان می‌توانند برای مدت چهار سال مجدداً انتخاب شوند. در حال حاضر کنگره گواتمالا از ۱۵۸ نماینده تشکیل شده‌است.

### مکزیک
پانصد نفر اتاق نمایندگان کنگره اتحادیه را تشکیل می‌دهند، سیصد نفر با انتخابات مستقیم یا مردمی و ۲۰۰ نفر به نام چندجمله ای هستند که بر اساس قوانین خاص انتخاباتی توسط احزاب سیاسی شرکت کننده در انتخابات پیشنهاد می‌شوند. این افراد که مستقیماً نماینده مردم هر یک از حوزه‌های مختلف انتخاباتی هستند که کشور در آن تقسیم شده‌است، قدرت ایجاد قوانین را دارند و در هیئت دانشگاهی خود به تصویب آن رأی می‌دهند. مکزیک دارای قدرت قانونگذاری دو مجلسی است، اتاق تشکیل دهنده دیگر کنگره اتحادیه، اتاق سناتورها است که ترکیب آن شامل نمایندگان نهادهای فدرال است که در آن مکزیک از نظر سرزمینی سازماندهی شده‌است.

### اروگوئه
در اروگوئه، اتاق نمایندگان، که مربوط به نمایندگان است، از نود و نه عضو تشکیل شده‌است. بر اساس آنچه در اصل ۸۸ قانون اساسی جمهوری مقرر شده‌است: «مجلس نمایندگان مرکب از نود و نه نفر است که مستقیماً از طرف مردم انتخاب می‌شوند. تعداد نمایندگان ممکن است به موجب قانون تعدیل شود که برای تأیید آن مستلزم دو سوم آرای مجموع اعضا است.

### ونزوئلا
از آنجایی که ونزوئلا به عنوان یک کشور فدرال سازماندهی شده‌است، نمایندگان ملی (مجمع ملی) و نمایندگان ایالتی شوراهای قانونگذاری وجود دارد.
قانون اساسی ونزوئلا در سال ۱۹۹۹ یک قوه مقننه تک مجلسی به نام مجلس ملی ایجاد می‌کند، نمایندگان ملی در هر نهاد فدرال (ایالت‌ها و ناحیه پایتخت) با رای‌گیری مستقیم، مخفی و جهانی با نمایندگی نسبی، بر اساس پایگاه جمعیتی ۱٫۱ انتخاب می‌شوند. آنها در دوره خود پنج سال دوام می‌آورند و می‌توانند مجدداً انتخاب شوند. «نمایندگان وظیفه اصلی به عهده گرفتن سخنگوی واجد شرایط برای پیشنهادها و اختیاراتی هستند که ناشی از اعمال حاکمیتی است که به صورت غیرقابل انتقال در مردم وجود دارد. به این معنا، آنها نماینده یکسان نیستند.

## کشورهای دیگر

### انگلستان
در بریتانیا، عضو پارلمان (MP) عنوانی است که به افرادی داده می‌شود که برای خدمت در مجلس عوام پارلمان بریتانیا انتخاب می‌شوند. ۶۵۰ نماینده پارلمان با استفاده از سیستم رای اکثریت تک نفره در حوزه‌های انتخابیه در سراسر بریتانیا (انگلستان، ولز، اسکاتلند و ایرلند شمالی) انتخاب می‌شوند، جایی که هر حوزه نماینده خود را دارد.

### اتحادیه اروپا
اعضای اتحادیه اروپا به عنوان MEP شناخته می‌شوند. در اولین دوره قانونگذاری پارلمان اروپا، نمایندگان اتحادیه اروپا از اول می ۲۰۰۴ با ۲۵ کشور عضو، تعداد نمایندگان پارلمان اروپا به‌طور موقت به ۷۸۸ نفر افزایش یافت. در حال حاضر ۷۵۱ دیپوتادو وجود دارد.